# Варшавський міжнародний кінофестиваль
Варшавський міжнародний кінофестиваль (пол. Warszawski Festiwal Filmowy (WFF)) — щорічний міжнародний кінофестиваль, який проводиться на початку жовтня у столиці Польщі, місті Варшава.
Фестиваль представляє нові фільми світового, європейського та польського кінематографу.

## Історія кінофестивалю
Ядром фестивалю став Варшавський Тиждень Кіно, організований у 1985 році дискусійним кіноклубом «Гібриди». Його засновником і директором до 1990 року був Роман Ґутек, а з наступного року директором фестивалю став Стефан Лаудин. З 1995 року кінофестиваль, організовує Варшавський Фонд Кіно. ВМКФ включений до Асоціації кінофестивалів Центральної та Східної Європи, існування якої почалося в 2001 році. Того ж року кінофестиваль отримав акредитацію Міжнародної федерації асоціацій кінопродюсерів.
У 2005 році вперше представники ФІПРЕССІ (Міжнародної федерації кінокритиків) обирали найкращий фільм із регіону Центральної та Східної Європи.
2009 року, у 25-ту річницю діяльності, Варшавський кінофестиваль рішенням Міжнародної федерації асоціацій кінопродюсерів долучено до групи найважливіших світових кінофестивалів, таких як у Каннах, Венеції, Локарно, Сан-Себастьяні, Берліні чи Карлових Варах.